# Eugen Taru
Eugen Taru (nume la naștere Eugeniu Starck) (n. 22 aprilie 1913, Craiova – d. 1991, București) a fost un artist grafic, cunoscut mai ales prin desene, caricaturi, benzi desenate și ilustrații de carte.
Se trage dintr-o familie de evrei sefarzi otomani, stabilită la Craiova.
A absolvit Institutul de arhitectură București, promoția 1936.
Începând din anul 1930, a colaborat la principalele publicații ale vremii cu desene, caricaturi, portrete șarjă.
După instaurarea regimului comunist în România, a publicat desene în ziarele „Tânărul muncitor”, Scînteia tineretului, Scânteia, România Liberă și a avut o colaborare permanentă cu revista de satiră și umor Urzica.
În 1951 a devenit membru al Uniunii Artiștilor Plastici din România și a renunțat la activitatea de arhitect, dedicându-se exclusiv activității de grafician. A fost un activist politic comunist în domeniul cultural, fiind cunoscut ca propagandist al realismului socialist.
În anii 1950 a creat benzi desenate cu piticul Barbăcot. Între 1960 și 1972 a contribuit cu desene și benzi desenate în revistele pentru copii Arici Pogonici, Luminița și „Cravata Roșie”.

## Expoziții
- 2016 100 de ani de minoritati etnice in cultura vizuala din Romania - Muzeul Bucurestiului – Muzeul Nicolae Minovici 9 octombrie-3 noiembrie
- 2016 De la propaganda politică la baby boom - Muzeul Județean de Istorie Brașov 25 martie-25 iulie
- 2015 De la Propaganda politică la baby boom - PostModernism Museum, București 29 iunie-1 octombrie
- 1983 (Bucharest – expoziție retrospectivă)
- 1966 (Baia-Mare, Tg. Mureș)
- 1965 (Brăila, Galați)
- 1963 (București, Eforie Nord, Leningrad, Kiev)

A participat începând din 1949 la toate Expozițiile anuale de stat, iar din 1968 la Saloanele umoriștilor. A participat la principalele Saloane internaționale de carte ilustrată (Moscova, Leipzig, Bratislava, Bologna) și la numeroase Saloane de caricatură (Bordighera, Tolentino, Gabrovo, Akșehir, Skopje, Moscova, Marostice, Knokke-Heist, Marostica, Montreal, Atena).

## Premii
Laureat al Premiului de Stat (1952). Meritul Cultural clasa a IV-a (1968). Medalie de Argint la Expoziția internațională de carte (Leipzig, 1959). Premiul colectiv pentru grupul caricaturișilor români (Bordighera, 1967 – prima participare românească la un Salon internațional de caricatură !!!), Medalia de Aur (Tolentino – 1969, 1971, 1977),  Premiul Special al revistei « Krokodil » (Moscova, 1973),  Premiul I (Tolentino, 1979).

### Distincții
- Ordinul Muncii clasa a III-a (9 iunie 1954) „pentru merite deosebite în domeniul artelor plastice”[10]
- Ordinul „Meritul Cultural” clasa a IV-a (1968) „pentru activitate deosebită în domeniul artelor plastice”[11]

## Lucrări de ilustrare de carte
- Anton Pann, Povestea vorbii, Editura de stat pentru literatură și artă, 1958
- Viața nemaipomenită a marelui Gargantua tatăl lui Pantagruel ticluită odinioară de François Rabelais povestită pentru copii de Romulus Vulpescu și ilustrată de Eugen Taru, Editura Tineretului, București, 1963
- Anton Bacalbașa, Moș Teacă, Editura pentru literatură, 1965
- Ilustrații coperți și vignete la ciclul „Paravanul de aur”, autor Isac Ludo format din romanele: „Domnul general guvernează” (1953), „Starea de asediu” (1956), „Regele Palaelibus” (1957), „Salvatorul” (1959) și „Ultimul batalion” (1960), care reprezintă o cronică satirică a vieții politice din România Mare de după Primul Război Mondial. Sunt prezentate în aceste cărți afacerismul, corupția generalizată, activitatea de spionaj desfășurată de către puterile străine, încercările de fascizare a țării și pregătirile pentru cel de-Al Doilea Război Mondial.
- Gottfried August Bürger: Uimitoarele aventuri ale baronului Münchhausen, Editura Tineretului, București, 1967
- Ion Luca Caragiale, l. Goe... și alții, Editura Ion Creangă, București, 1983